# Teodor Wieliszek
Teodor Wieliszek (ur. 2 listopada 1898 w Łodzi, zm. 26 sierpnia 1952 w Falkensee) – polski piłkarz, obrońca.
Był piłkarzem Klubu Turystów Łódź. W reprezentacji Polski wystąpił tylko raz, w rozegranym 4 lipca 1926 spotkaniu ze Estonią, które Polska wygrała 2:0.